# Concentrateur d'oxygène
Pour les articles homonymes, voir Concentrateur.

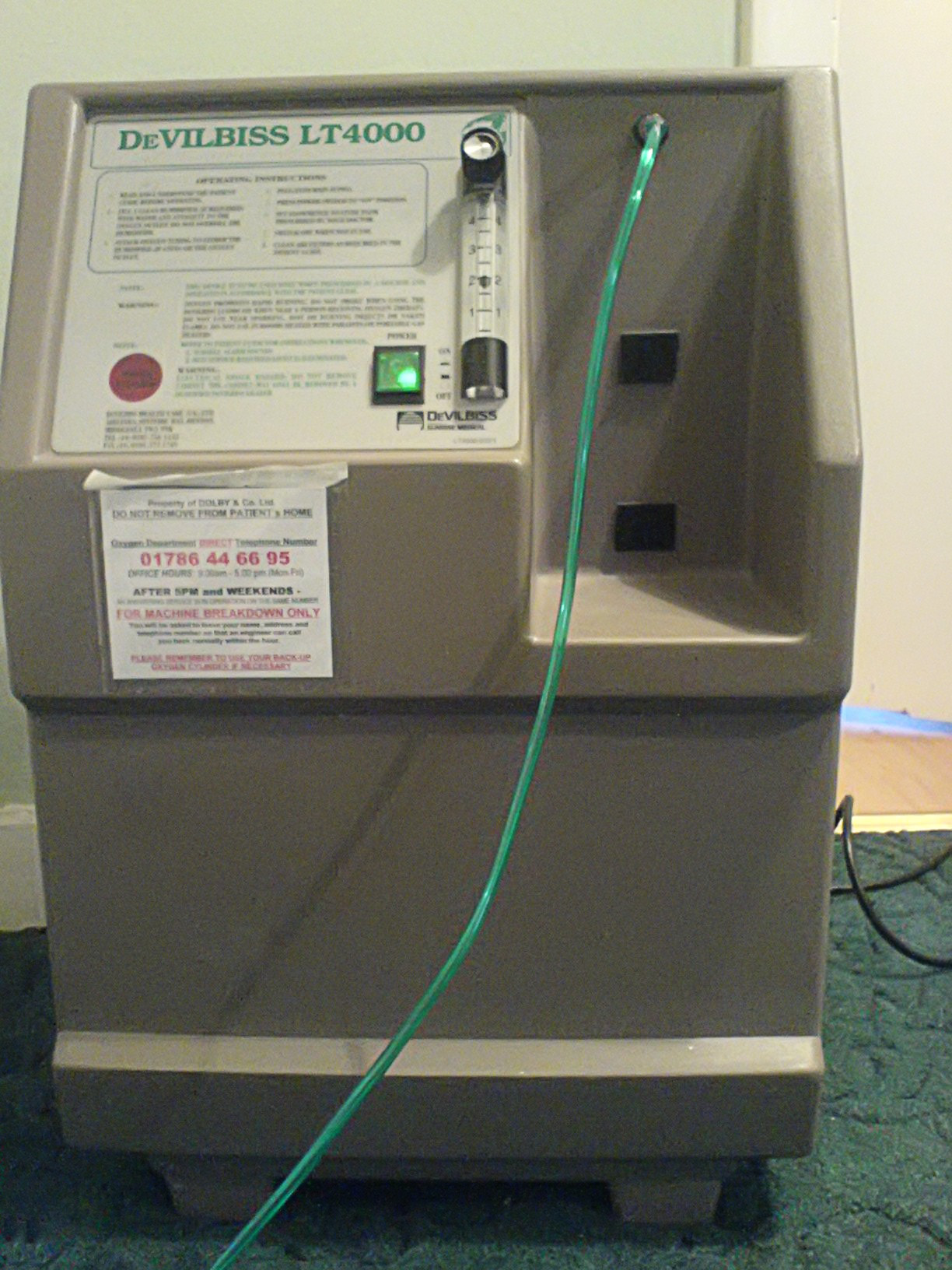
Un concentrateur de dioxygène.

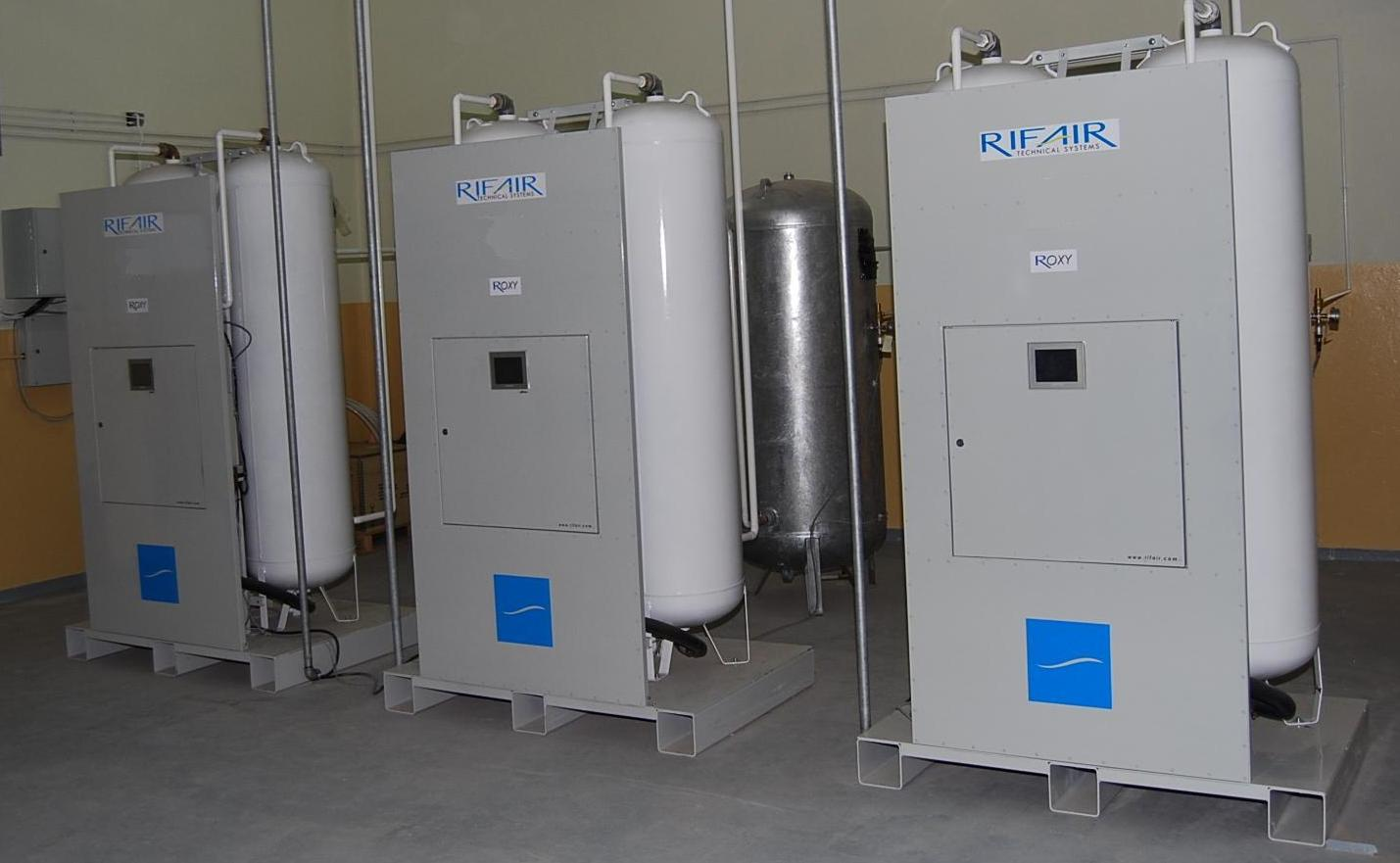
Générateur de dioxygène médical type PSA R-OXY RIFAIR.

Le concentrateur d'oxygène est un appareil à usage médical destiné aux personnes souffrant d'insuffisance respiratoire.
Les concentrateurs d'oxygène sont aussi utilisés pour des besoins non-médicaux dans les avions avec des cabines non-pressurisées pour compenser le manque de dioxygène dans l'air ambiant.
Son principe est de concentrer le dioxygène de l'air en en ôtant le diazote (l'air est constitué d'environ 20 % de dioxygène et de 79 % de diazote). Cet appareil peut concentrer le dioxygène de l'air jusqu'à un taux proche de 90 %. L'élimination du diazote est réalisée grâce à un tamis moléculaire constitué de zéolithe, le diazote étant piégé par ce tamis.
L'appareil est principalement constitué d'un compresseur, de deux tubes métalliques contenant les zéolithes et de vannes. Le fonctionnement étant cyclique, l'oxygène produit est stocké dans un réservoir tampon. Un des tubes est rempli d'air sous pression, le diazote s'absorbe dans les zéolithes. On laisse alors sortir le dioxygène vers le réservoir. Le tube est ensuite "rincé" à l'air pour désorber le diazote. Pendant ce temps de réactivation c'est le deuxième tube de zéolithes qui produit de l'oxygène. 
Son avantage par rapport aux bouteilles de dioxygène médical est son coût, et aussi le fait que sa source de dioxygène est bien sûr disponible partout.